# Campea
Campea è una frazione del comune di Miane, in provincia di Treviso.

## Geografia fisica
Sorge in un'area pregevole dal punto di vista paesaggistico, immersa tra le colline che la dividono dalle altre frazioni del comune.
A livello geologico, è facile scorgere banchi di conglomerato (puddinga) alternati a blocchi di arenaria, testimonianza dell'orogenesi locale: ai più antichi depositi marini si sono poi aggiunte morene trasportate dal ghiacciaio del Piave.
In località Pecol Molin, inoltre, era attiva tra le due guerre una miniera di lignite, fondamentale per il sostentamento dell'economia locale. I filoni di carbon fossile sono diffusi in tutti i colli trevigiani, residui di una foresta costiera abbattuta tra i 12 e i 9 milioni di anni fa.
Importante, poi, l'aspetto naturalistico: i rilievi sono ricoperti da boschi misti (carpino nero, nocciolo, sambuco, castagno, ciliegio, betulla, farnia) intervallati da vigneti(sempre più numerosi e dannosi per la biodiversità).
Dal punto di vista idrografico, l'abitato si raccoglie tra le rive dei torrenti Campea e Visnà, suo affluente.

## Monumenti e luoghi d'interesse

### Chiesa di Sant'Andrea

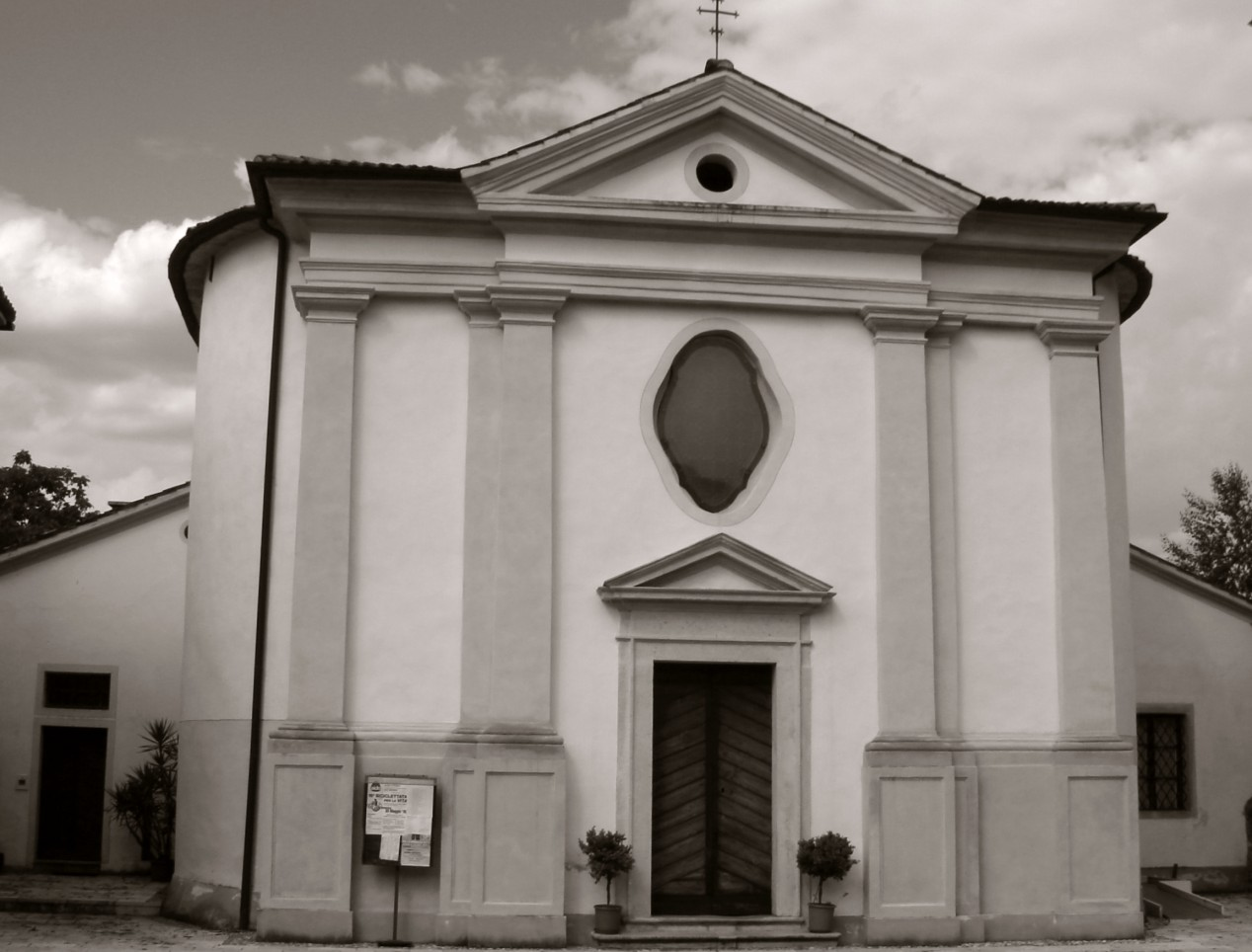
La facciata della chiesa di Sant'Andrea

È il principale luogo di culto del paese, da sempre dipendente dalla parrocchia di Miane.
Di origini antichissime, l'attuale costruzione è del 1770, mentre l'ultima consacrazione, officiata dal vescovo Manfredo Giovanni Battista Bellati, risale al 18 ottobre 1863. È stata restaurata negli anni 1990.
Degno di nota il ciborio ligneo dell'altare maggiore. Si citano poi il tabernacolo, proveniente dalla chiesa dei Santi Rocco e Domenico di Conegliano, e le pale attribuite ad Antonio Dal Gobbo.

### Villa Gera Minucci, Bellati
Il vasto complesso fu costruito a partire dal XVI secolo dalla famiglia Gera, proveniente dal Comelico. Non è una semplice residenza signorile, ma un insieme articolato di adiacenze, rustici ed altri elementi fondamentali per l'autosufficienza della comunità locale. Lo stesso paese finì per svilupparsi in funzione della villa, la quale divenne sede di tutte le attività economiche e sociali.
L'architettura è un misto fra l'aulico stile veneziano e l'arte di montagna, quasi a simboleggiare l'apertura dei Gera verso la Serenissima, ma anche la fierezza delle loro origini.
Il corpo centrale (la casa padronale) è costituito da due ali contigue disposte a "L", delimitando con la strada un cortile triangolare chiuso da un muro di pietra. L'accesso dalla strada è rappresentato da un portale ad arco, incorniciato da bugne e culminante con un mascherone in chiave.

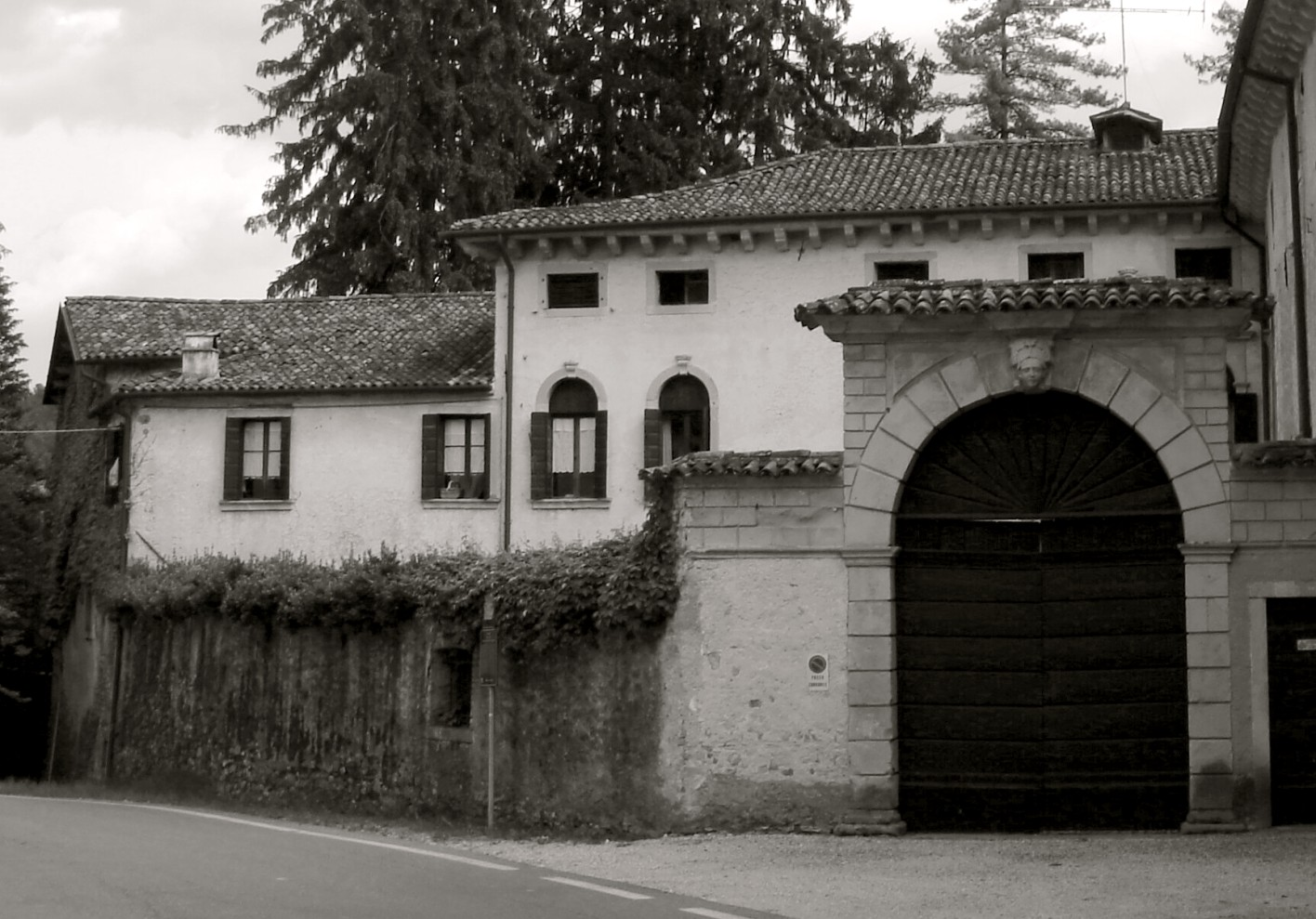
Veduta della villa con l'arcone di ingresso al cortile

La costruzione del corpo centrale dovrebbe essere collocata tra la fine del Cinquecento e l'inizio del Seicento, mentre le decorazioni interne e il fronte meridionale risalgono a una ristrutturazione settecentesca.
Delle due ali, quella principale è un edificio impostato su due livelli più sottotetto e concluso con una serie di mensole che sostengono la copertura a padiglione. La facciata principale (quella rivolta a sud) presenta lo schema tripartito tipico delle ville venete, con il portale d'ingresso sull'asse centrale sovrastato da una pregevole trifora con mascheroni in chiave e poggiolo a colonnine. Vanno citate le due caratteristiche meridiane affrescate, una per lato. Il volume è stato poi allungato nel Settecento con un corpo più semplice ma comunque elegante, al quale si è poi aggiunta nell'Ottocento un'altra costruzione aggettante di cui si nota la piccola scala esterna, con le colonne tuscaniche del loggiato.
L'altra ala è invece più bassa ed era in origine adibita a scuderia.
Degli interni della casa padronale, va ricordato lo scalone d'accesso al piano nobile, affiancato da due tele attribuite ad Antonio Bellucci o alla sua scuola. Notevoli i pavimenti a terrazzo veneziano del primo livello (1832) e gli stucchi settecenteschi di alcune stanze.
Uno dei principali punti d'interesse del complesso è dato dall'armonioso rapporto che si instaura tra gli spazi liberi e gli edifici, costruiti sia con elementi dall'architettura veneta, sia dell'architettura prettamente rurale. L'unitarietà dell'insieme è data poi da una serie di edifici di varie epoche che racchiudono la villa a sud e a est. Spicca in particolare la serie di volumi prospicienti la facciata sud, disposti a "U" e ospitanti il granaio, la cantina, i forni e altri edifici di servizio.

## Cultura

### Eventi
- Sagra di Sant'Andrea - tra la fine novembre e i primi di dicembre.